# Esther Gerritsen
Pour les articles homonymes, voir Gerritsen.
 (octobre 2018).
Si vous disposez d'ouvrages ou d'articles de référence ou si vous connaissez des sites web de qualité traitant du thème abordé ici, merci de compléter l'article en donnant les références utiles à sa vérifiabilité et en les liant à la section « Notes et références ».
Esther Gerritsen, née le 2 février 1972 à Nimègue, est une écrivaine, femme de lettres et scénariste néerlandaise.

## Filmographie

### Scénariste
- 2014 : Nena de Saskia Diesing[6]
- 2018 : Dorst de Saskia Diesing